# ATP Praga 1988
L'ATP Praga 1988 è stato un torneo di tennis giocato sulla terra rossa. È stata la 2ª edizione dell'ATP Praga che fa parte del Nabisco Grand Prix 1988. Si è giocato a Praga in Repubblica Ceca dall'8 al 14 agosto 1988.

## Campioni

### Singolare
Thomas Muster ha battuto in finale  Guillermo Pérez Roldán con il punteggio di 6–4, 5–7, 6–2

### Doppio
Petr Korda /  Jaroslav Navrátil hanno battuto in finale  Thomas Muster /  Horst Skoff con il punteggio di 7–5, 7–6